# Huperzia
Huperzia é um género de pteridófitas pertencente à família Lycopodiaceae. Na sua presente circunscrição taxonómica o género agrupa 10-15 espécies, todas terrestres, com distribuição natural nas zonas temperadas e frias. Tradicionalmente o género tinha maior abrangência, incluindo cerca de 400 espécies, maioritariamente epífitas, das regiões tropicais e subtropicais presentemente incluídas no género Phlegmariurus.

## Descrição
São pequenas plantas com esporângios caulinares, não agrupados em estróbilos.
O género apresenta uma distribuição cosmopolita, com cerca 10-15 espécies nas das regiões temperadas e frias. Na sua configuração tradicional, o género incluía mais de 400 espécies, mas a maioria foi colocada em Phlegmariurus, um género epífita tropical ou subtropical.
O género Huperzia está incluído na família Lycopodiaceae, mas em classificações mais antigas esse gênero está inserido na família Huperziaceae